# Gonichthys
El género Gonichthys son peces marinos de la familia mictófidos, distribuidos por gran parte de los y océanos.
Son muy pequeños, con una longitud máxima descrita entre 5 y 6 cm, siendo todos los radios de las aletas blandos sin espinas.
Son especies oceánicas y mesopelágicas, viviendo de día en profundidad mientras que de noche sube a aguas superficiales.

## Especies
Existen cuatro especies válidas en este género:
- Gonichthys barnesi (Whitley, 1943)
- Gonichthys cocco (Cocco, 1829) - Pez-linterna de cocco
- Gonichthys tenuiculus (Garman, 1899)
- Gonichthys venetus (Becker, 1964)